# Tude
Die Tude ist ein Fluss in Frankreich, der im Département Charente in der Region Nouvelle-Aquitaine verläuft. Sie entspringt im Gemeindegebiet von Juillaguet, entwässert generell in südwestlicher Richtung und mündet nach rund 43 Kilometern im Gemeindegebiet von Bazac, knapp an der Grenze zur Nachbargemeinde Médillac als rechter Nebenfluss in die Dronne. Bei ihrer Mündung stößt sie am gegenüberliegenden Ufer auf das Département Dordogne.

## Orte am Fluss
(in Fließreihenfolge)
- Juillaguet
- Montmoreau-Saint-Cybard
- Saint-Laurent-de-Belzagot
- Chalais
- Médillac

## Sehenswürdigkeiten
- Das Tal der Tude ist als Natura 2000-Schutzgebiet unter der Nummer FR5400419 registriert.